# 同期電動機
同期電動機（どうきでんどうき）は、シンクロナスモーター（英: Synchronous motor, SM）とも呼ばれ、交流電源の周波数によって決まる同期速度で回転する電動機である。加えられる交流電流が作る周囲の回転磁界によって回転子が吸引されて追従し回転する。

## 概要
出力軸の回転周波数は、交流電源周波数と極数で決定される。
同期電動機の固定子には交流電磁石が内蔵されており、電流の入力に合わせて回転する磁界を形成する。
永久磁石や電磁石を備えたローターは、ステーターの磁界と同じ速度で回転する。
同期電動機のなかでも、ロータとステータの両方に独立して励磁される多相交流電磁石が使われている場合、二重給電と呼ばれる。
小型の同期電動機は、家電製品のタイマー、テープレコーダー、精密なサーボ機構など、モーターが正確な速度で動作する必要がある用途に使用される。
同期電動機には、数センチ角の小型のものから大型で高出力の産業用のものまである。
電車の主電動機や電気自動車、ハイブリッドカーなどでも使用されている。
同期電動機と並んで交流電動機の中でよく使われるものとしては誘導電動機がある。
同期電動機は電源周波数によって出力軸の回転周波数が決まるのに対して、誘導モーターは滑りが発生するため出力軸の回転周波数が電源周波数よりもわずかに遅くなる。

## 特徴
- 交流電流が作る回転磁界と電機子電流の作る磁界との回転速度差に同期して回転する
  - 回転数のオープンループ制御が可能である
  - 工夫を加えないと始動時に自ら回転を始められない
- 永久磁石同期電動機では誘導モーターと比べて効率が高い

始動時に加えられる電力の周波数が高いと、停止している回転子が追従できず自ら回転を始められないため、駆動電源を周波数制御しないものでは別に始動用のモーターを備えたり、他方式のモーター機構を内蔵したりして対応している。半導体によるインバータ制御回路を一緒に用いることで高い制御性が得られる。

## 相差角とトルク
相差角（トルク角）とは、界磁が発生する無負荷誘導起電力と、電機子電圧の位相差δのことである。同期電動機のトルクはsin(δ)に比例して大きくなり、δ=90度の時に理論的な最大トルクとなる（円筒機の場合。突極機の場合は異なる）。また、電機子電圧の周波数に同期して回転しているため、出力はトルクに比例する。負荷のトルクが大きくなりすぎると「同期外れ（脱調）」のため停止する。この時のトルクを「脱出トルク」といい、相差角にして50 - 70度の範囲にある。

## 電機子反作用
界磁が作った磁束を、電機子電流（負荷電流）が乱す作用である。電機子電圧と電機子電流の位相差（力率角）によって様子が異なる。
交差磁化作用（横軸反作用）
力率が1の時、界磁極の回転方向前側の磁束を強め、後側の磁束を弱める作用である。
電動機の場合、磁束が回転子よりも進み、磁束は回転子を加速方向に引っ張る。
発電機の場合、逆に、磁束が回転子よりも遅れ、磁束は回転子を減速方向に引っ張る。
これは「磁力線には縮もうとする力が働く」というマクスウェル応力に基づいて、トルクが発生することに対応する。
増磁作用（直軸反作用）
力率が遅れのとき、磁束を強める方向で作用する。
減磁作用（直軸反作用）
力率が進みのとき、磁束を弱める方向で作用する。
なお、同期発電機と同期電動機で、増磁作用/減磁作用に対する電機子電流の進み/遅れは逆になる。この関係は、弱め励磁/強め励磁と無効電力を出すか取るかで理解すると統一できる。
界磁電流を絞った弱め励磁では、同期機が発生する電圧（無負荷誘導起電力）は系統の電圧（電機子電圧）よりも低く、同期機は系統から遅れの無効電力を吸収する。以下、遅れの無効電力を単に無効電力と書く。この場合、電機子反作用は増磁作用になる。同期発電機から見た負荷は進み力率（容量性）で無効電力を発生している。同期電動機なら電源から見て遅れ負荷（誘導性）で無効電力を吸収している。
界磁電流を多く流した強め励磁では、同期機が発生する電圧（無負荷誘導起電力）は系統の電圧（電機子電圧）よりも高く、同期機は系統へ無効電力を供給する。この場合、電機子反作用は減磁作用になる。同期発電機から見た負荷は遅れ力率（誘導性）で無効電力を吸収している。同期電動機なら電源から見て進み負荷（容量性）で無効電力を発生している。

## 分類

### 基本型
- 電磁石同期電動機 - 界磁極に電磁石を使用する[注 2]
- 永久磁石同期電動機 （PMSM） - 界磁極に永久磁石を使用する
- リラクタンスモータ（リラクタンス型同期電動機） - 界磁に磁石を設けず、横軸と直軸のリラクタンス（磁気抵抗）が異なる磁極形状にすることで、突極性による回転トルクを得る。
- ヒステリシス型同期電動機 - 回転子にヒステリシスの大きな常磁性体を使用する[注 3]

## 制御
PMSMやリラクタンス型同期電動機は、動作させるための制御システム（VFDやサーボドライブ）が必要となる。
PMSMの制御方式は数多くあり、モーターの構造や範囲に応じて選択する。
- 正弦波制御

スカラー
ベクトル (FOC, DTC)
- 矩形波制御

オープンループ
クローズドループ（ホールセンサー有/無）

## 構成
同期電動機の主要構成要素は固定子と回転子である。 同期電動機の固定子と誘導モーターの固定子は構造が類似している。 
固定子フレームには側板がついており（巻線式ロータ同期二重給電機は例外）、側板には周方向のリブとキーバーがついている。 
機械重量を支えるために、フレームマウントとフッティングが必要である。
界磁巻線を直流励磁で励磁する場合、励磁電源に接続するためのブラシとスリップリングが必要である。
界磁巻線をブラシレス励磁で励磁することも可能である。
6極までは、円筒形の丸いローター（ノンサリエントポールローターとも呼ばれる）が使用される。
同期電動機の構造は、同期オルタネータの構造と似ている。
同期電動機の多くは、固定された電機子と回転する界磁巻線を使用しているが、この構造は電機子が回転する直流電動機よりも有利である。

## 操作
同期電動機の動作は、固定子と回転子の磁界の相互作用によるものである。
固定子は3相巻線で構成され、3相電源が供給され、3相の固定子巻線に3相の電流が流れることで、3相の回転磁束（つまり回転磁界）が発生する。
ローターは回転磁界に同調して回転する。ローター磁界が回転磁界に同調すると、モーターは同期するという。
単相（または単相から派生した二相）の固定子巻線も理論上可能であるが、回転方向が定義されないため、どちらの回転方向にも始動してしまう可能性がある。
モーターの速度は供給周波数にのみ依存する。モーターの負荷が破壊負荷を超えてしまうと、モーターは同期から外れ（脱調）、界磁巻線が回転磁界に追従しなくなる。
同期が取れなくなると、モーターはトルクを出せなくなるので、実用的な同期電動機には、動作の安定化と始動を容易にするために、リスケージダンパー（アモルティスール）巻線が付いている。
脱調したままでの長時間の運転では過熱する可能性があり、ロータ励磁巻線には大きなスリップ周波数電圧が誘起されるため、同期電動機の保護装置はこの状態を感知して電源を遮断する（脱調保護）。

## 仕様
- 無効電力：トルク一定の負荷を負って回転しているとき界磁電流を大きくすると、進み側に増大する[2]。